# Mitsuyo Kakuta
Mitsuyo Kakuta (jap. 角田 光代, Kakuta Mitsuyo; * 8. März 1967 in Yokohama) ist eine japanische Schriftstellerin. Sie wurde 2005 mit dem Naoki-Preis ausgezeichnet.

## Leben
Kakuta studierte von 1985 bis 1989 an der philologischen Fakultät (Bungakubu) der Waseda-Universität. Während ihrer akademischen Ausbildung schrieb sie „Mädchenromane“ (少女小説, shōjo shōsetsu). 1990 bewarb sich Kakuta mit Kōfuku na yūgi für den Kaien-Debütantenpreis, der ihr zugesprochen wurde. 1996 erhielt sie für Madoromu yoru no UFO (まどろむ夜のUFO, dt. „Das UFO einer Schlummernacht“) den Noma-Literaturpreis (Noma Bungei Shinjin Shō). 2002 veröffentlichte sie die Texte Economical Palace (エコノミカル・パレス, Ekonomikaru paresu) und Kūchū Teien (空中庭園, dt. „Ein hängender Garten“). Für letzteren gewann sie den Fujinkōron-Literaturpreis. Den angesehenen Naoki-Preis bekam sie für Taigan no Kanojo (対岸の彼女, 2004; engl. The Woman on the Other Shore) im Jahr 2005, den Kawabata-Yasunari-Literaturpreis für Rock Haha (ロック母, Rokku Haha, 2006). Kakuta war unter den Schriftstellern des Projektes „Verlagsmetropole Tokyo“, die im Rahmen des Deutschlandjahres in Japan 2005/2006 die japanische Seite vertraten. Sie ist mit dem Schriftsteller Takami Itō (* 1971) verheiratet und lebt in Tōkyō.

## Literarisches Werk
Kakuta Mitsuyo zieht zunächst unter dem Label „J-Bungaku“ größere Aufmerksamkeit auf sich. Auf den Photos der J-Bungaku-Kampagne des Kawade Shobō Shinsha ist Mitsuyo Kakuta als Gesicht, das das Konzept einer jungen japanischen Literatur ideal vertritt, oft zu sehen. Die Landkarte zur japanischen Literatur der 1990er Jahre im Bungei Bessatsu Heft J-Bungaku. ’90-nendai bungaku mappu (1998) verortet Kakuta, die häufig eine „Freeter-Autorin“ genannt wird, in die „datsuryoku furītā-kei zōn“. Der Hinweis auf die furītā-kei zōn, den das von Kawade edierte Heft gibt, findet sich ebenso in weiteren Kommentaren zu Kakutas Texten.
In Kakutas „Freeter-Romanen“ (siehe Freeter-Literatur) sind die Protagonisten Studenten und/oder junge Tokyoter, die sich ihren Unterhalt durch verschiedene Jobs (japanisch arubaito) verdienen; Kakutas Helden sind auf der Suche nach Sinn, nach dem, was sie in ihrem Leben „tun wollen“. Häufig behandelt die Autorin die Konstellationen „Individuum und Mitmensch“, „Individuum und Familie“, „Individuum und Gesellschaft“, „Individuum und Ort“ sowie – seit Niwa no Sakura, Tonari no Inu (庭の桜、隣の犬, dt. „Die Kirschbäume im Garten, der Hund von nebenan“, 2004) und Taigan no Kanojo – das Thema „Paarbeziehungen“.
Mitsuyo Kakuta ist eine typische Vertreterin der neuen japanischen Literaturszene, sie beherrscht den Spagat zwischen „anspruchsvoller Literatur“ und Unterhaltung. Ein besonders gelungener Text ist Kakutas „Economical Palace“, in dem die Autorin das düster gestimmte Porträt einer Generation von Universitätsabsolventen ohne Zukunft zeichnet. In seiner Kritik einer kalten, einzig auf das Geld fixierten und von kommunikationsunfähigen Egomanen besiedelten japanischen Gesellschaft erinnert der Roman an die Bubblonia-Portraits von Natsuo Kirino. Kritiker erkennen in Kakutas Psychogrammen treffende Studien des modernen japanischen Ich. Tatsächlich erschließen die Texte der Autorin die gegenwärtigen Wandlungen dieses modernen Ich und mit ihnen die dekadenspezifischen Befindlichkeiten der urbanen Mittelschicht, die die Bedrohung des Abstiegs empfindet. Eine etwas leichtere Gangart schlägt Kakuta in ihren Essaybänden, in den Reiseschilderungen und in ihren Kurzgeschichten an.